# Aldford Iron Bridge
Die Aldford Iron Bridge ist eine Straßenbrücke, die die Buerton Approach genannte Zufahrtsstraße vom Gebiet des Dorfes Aldford über den River Dee hinweg zur Eaton Hall führt, dem Landsitz des Duke of Westminster rund 6 km südlich von Chester in Cheshire, England.
Die Brücke wurde für Robert Grosvenor, 2. Earl Grosvenor, dem späteren 1. Marquess of Westminster, von Thomas Telford geplant und von William Hazledine 1824 in einem seiner Hüttenwerke gegossen und vor Ort errichtet. Der Bau der Brücke war ein Teil der von Robert Grosvenor zu dieser Zeit vorgenommenen Umgestaltung von Eaton Hall und seiner Parkanlagen.
Die gusseiserne Brücke hat einen weiten Segmentbogen mit einer Spannweite von 50 m, der sich auf massiven Widerlagern aus gelblichem Sandstein abstützt. Auf den Bogenträgern stehen zahlreiche senkrechte und diagonale Streben zur Stützung des Fahrbahnträgers. Die Zwischenräume sind durch gusseiserne Ornamente aus Kreisen und Bogen bedeckt, die den Blick in das Innere der Konstruktion weitgehend verdecken. Das gusseiserne Geländer besteht im Gegensatz dazu aus senkrechten Stäben. Im unteren Drittel ist das Geländer als Hundegeländer ausgebildet, dessen Stäbe halb so große Abstände haben.
Die Brücke steht seit 1952 unter Denkmalschutz, Grade I.